# Сіньчжен
Сіньчжен (кит. спр. 新郑市, піньїнь: Xīnzhèng Shì) — місто-повіт у центральнокитайській провінції Хенань, складова міста Чженчжоу.

## Географія
Сіньчжен лежить на висоті близько 113 метрів над рівнем моря у центрі провінції.

### Клімат
Місто знаходиться у зоні, котра характеризується вологим субтропічним кліматом. Найтепліший місяць — липень із середньою температурою 27,1 °C. Найхолодніший місяць — січень, із середньою температурою 0,8 °С.
| Клімат Сіньчжена        | Клімат Сіньчжена | Клімат Сіньчжена | Клімат Сіньчжена | Клімат Сіньчжена | Клімат Сіньчжена | Клімат Сіньчжена | Клімат Сіньчжена | Клімат Сіньчжена | Клімат Сіньчжена | Клімат Сіньчжена | Клімат Сіньчжена | Клімат Сіньчжена | Клімат Сіньчжена |
| Показник                | Січ.             | Лют.             | Бер.             | Квіт.            | Трав.            | Черв.            | Лип.             | Серп.            | Вер.             | Жовт.            | Лист.            | Груд.            | Рік              |
| Середній максимум, °C   | 6                | 9                | 14               | 21,4             | 26,9             | 31,7             | 31,8             | 30,7             | 27               | 21,5             | 14,1             | 7,9              | 20,2             |
| Середня температура, °C | 0,8              | 3,5              | 8,3              | 15,4             | 20,9             | 25,7             | 27,1             | 25,8             | 21,3             | 15,5             | 8,3              | 2,6              | 14,6             |
| Середній мінімум, °C    | −3,3             | −0,9             | 3,6              | 10               | 15,5             | 20,4             | 23,1             | 22,1             | 17               | 10,8             | 3,8              | −1,6             | 10               |
| Норма опадів, мм        | 10.7             | 13               | 29.2             | 32.2             | 63.6             | 77               | 169.6            | 135.9            | 78.4             | 43.7             | 25.3             | 11               | 689.6            |
| Вологість повітря, %    | 63               | 62               | 65               | 66               | 69               | 66               | 79               | 82               | 77               | 70               | 68               | 65               | 69.3             |
| ----------------------- | ---------------- | ---------------- | ---------------- | ---------------- | ---------------- | ---------------- | ---------------- | ---------------- | ---------------- | ---------------- | ---------------- | ---------------- | ---------------- |
| Джерело: data.cma.cn    |                  |                  |                  |                  |                  |                  |                  |                  |                  |                  |                  |                  |                  |